# Uranothauma albescens
Uranothauma albescens är en fjärilsart som beskrevs av Stoneham 1937. Uranothauma albescens ingår i släktet Uranothauma och familjen juvelvingar. Inga underarter finns listade i Catalogue of Life.